# دبرنه (استان دوبریچ)
دبرنه (به بلغاری: Debrene) یک منطقهٔ مسکونی در بلغارستان است که در شهرستان دوبریچکا واقع شده‌است.

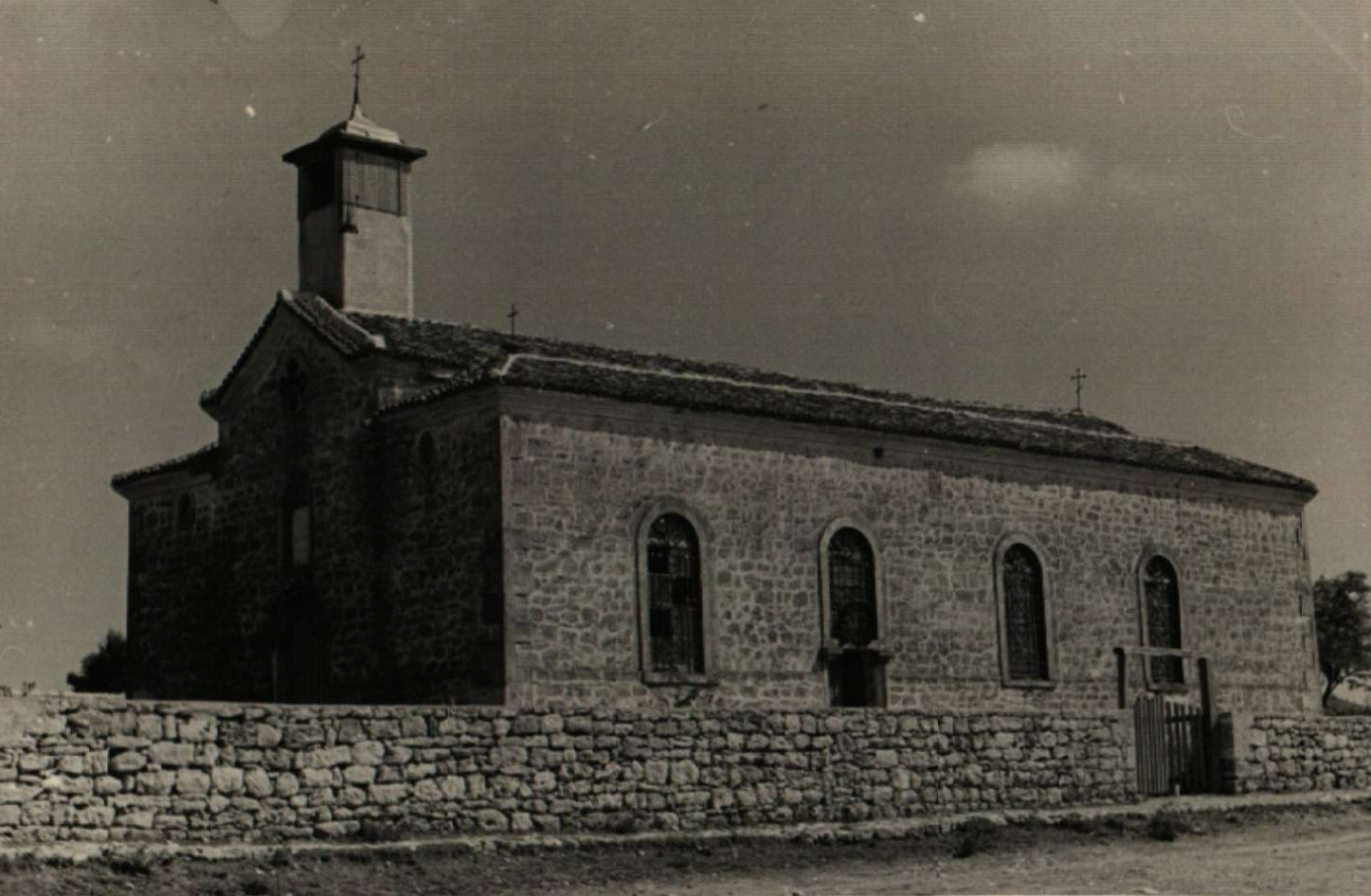
کلیسای «سنت جورج»، پیش از ۱۹۴۵، منبع: سازمان آرشیوهای دولتی بلغارستان